# Starlet (Band)
Starlet ist eine schwedische Indie-Pop-Band aus Malmö.

## Bandgeschichte
Die Band wurde Mitte der 90er Jahre von Singer-Songwriter Jonas Färm, Henrik Mårtensson, Joakim Ödlund, Anders Baeck und Ludvig Engelbert gegründet. Ödlund, Mårtensson und Baeck hatten vorher schon zusammen bei Poprace gespielt. Das Debütalbum From the One You Left Behind erschien 1997 bei Parasol Records. Es folgte 2000 das Album Stay on My Side. Beide Alben erhielten gute Kritiken. Etwa zu dieser Zeit verließ Ludvig Engelbert die Band. Anstatt sich einen neuen Drummer zu suchen, löste die Band das Problem dadurch, dass Anders Baeck vom Keyboard an das Schlagzeug wechselte. 
2002 brachte die Band bei Labrador Records ihr drittes Album When Sun Falls on My Feet heraus. Seitdem sind keine weiteren Veröffentlichungen der Band auf den Markt gebracht worden. Eine offizielle Auflösung oder Trennung hat aber ebenso wenig stattgefunden.

## Trivia
- Joakim Ödlund ist Mitbegründer des Labels Summersound Recordings, aus dem später Labrador Records hervorging
- Joakim Ödlund ist dazu noch Gründungsmitglied der Band Acid House Kings und spielte bei Double Dan.

## Diskografie

### Alben
- 1997: From the One You Left Behind (Parasol)
- 2000: Stay on My Side (Parasol)
- 2002: When Sun Falls on My Feet (Labrador)

### Singles
- 1998: The Waltz (And She Died) (MVG Records)